# Андрієвка (Шемуршинський район)
Андрі́євка (рос. Андреевка, чув. Энтрел) — присілок у складі Шемуршинського району Чувашії, Росія. Входить до складу Шемуршинського сільського поселення.
Населення — 407 осіб (2010; 463 у 2002).
Національний склад:
- чуваші — 97 %